# مطار إيلوليسات
مطار إيلوليسات (بالجرينلاندية: Mittarfik Ilulissat، وبالدنماركية: Ilulissat Lufthavn)(إياتا: JAV، إيكاو: BGJN) هو مطار دولي صغير يخدم مدينة إيلوليسات ومنطقة خليج ديسكو في شمال وغرب جرينلاند. يحتل المطار المرتبة 59 بين مطارات بلدان الشمال الأوروبي حسب عدد الركاب السنوي. المطار هو ثالث أكثر مطارات جرينلاند ازدحامًا. يقع المطار شمال شرق إيلوليسات على بعد 2.8 كيلومتر (1.7 ميل) فقط من وسط المدينة. افتتح المطار في عام 1983 ليحل محل مهبط الطائرات القديم.
يجري توسعة مدرج المطار وبناء صالة سفر جديد يتوقع الانتهاء منهما في عام 2026، سيمكن هذا التطوير الطائرات النفاثة الكبيرة من الهبوط في المطار وزيادة الوجهات الدولية.

## توسعة المطار

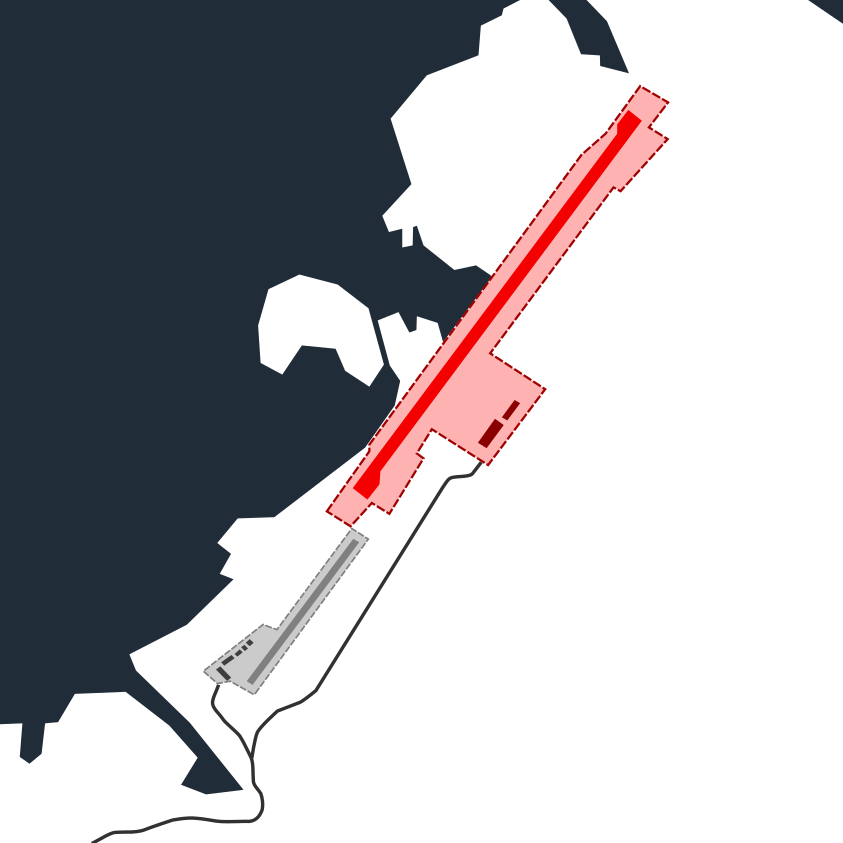
خطة توسعة المطار. المدرج الجديد ملون باللون الأحمر.

هناك نقاش عام في جرينلاند حول توسيع معظم مطارات جرينلاند، حيث أن معظمها إما قواعد جوية سابقة سيئة الموقع أو ذات مدارج قصيرة جدًا، أحد هذه المطارات كان مطار إيلوليسات. ضغطت صناعة السياحة المحلية والسلطات البلدية لصالح مشروع تمديد المدرج. كان من المقرر الانتهاء من المشروع في عام 2024 ولكن تأخر موعد التسليم إلى عام 2026.

يتكون مشروع توسيع المطار من عدة محاور أهمها بناء مدرج جديد شمال المدرج الحالي قياساته 2,200 م × 60 م (7,218 قدم × 197 قدم) ليتمكن من استقبال رحلات طيران دولية مباشرة من أوروبا والأمريكتين.

الوجهات المحلية لمطار إيلوليسات

## شركات الطيران والوجهات
| شركـات طيـران  | الوجهات |
| -------------- | --- |
| طيران جرينلاند | مطار آسيات، Ilimanaq، مطار نوك، مطار كاناك، مطار كارسوت، Qeqertaq، Saqqaq، مطار سيسيميوت، مطار آبرناويك موسمي: Qasigiannguit، Qeqertarsuaq |
| طيران آيسلندا  | موسمي: مطار كيفلافيك الدولي |

## الحوادث
- تعرضت طائرة دي هافيلاند DHC-8 التابعة لشركة طيران جرينلاند (الرحلة 3205) لأضرار كبيرة نتيجة حادث هبوط في 29 يناير 2014. أثناء الهبوط انهار الترس الرئيسي الأيسر للطائرة فانزلقت الطائرة على المدرج واستقرت بالقرب من سياج المطار. أسفر الحادث عن ثلاث إصابات غير خطيرة وأضرار جسيمة للطائرة. السبب الرئيسي للحادث هو خطأ في تقدير ظروف الرياح بالمطار.[13]